# Китерма (село)
Китерма́ — село в Крутинском районе Омской области, административный центр Китерминского сельского поселения. Расположено в 17 км к северо-востоку от районного центра посёлка Крутинка
Основано в 1743 году.
Население — 626 (2010).

## Физико-географическая характеристика
Село расположено на северо-восточном берегу озера Ик, у истока реки Китерма в Крутинском районе Омской области, который расположен, близ границы с Тюменской областью, в северной лесостепи в пределах Ишимской равнины, относящейся к Западно-Сибирской равнине. Почвы — солонцы луговые (гидроморфные). Высота центра населённого пункта — 105 метров над уровнем моря.
По автомобильным дорогам село расположено в 17 км от районного центра посёлка Крутинка и 210 км от областного центра города Омск.
Климат
Климат умеренный континентальный (согласно классификации климатов Кёппена-Гейгера — тип Dfb). Среднегодовая температура положительная и составляет +0,6° С, средняя температура самого холодного месяца января − 18,4 °C, самого жаркого месяца июля + 19,0° С. Многолетняя норма осадков — 416 мм, наибольшее количество осадков выпадает в июле — 68 мм, наименьшее в феврале и марте — по 14 мм
Часовой пояс
Китерма, как и вся Омская область, находится в часовой зоне МСК+3. Смещение применяемого времени относительно UTC составляет +6:00. Истинный полдень — 09:59:27

## История
В начале 60-х годов XVIII века Московско-Сибирский тракт был смещен на юг и шел в обход Тары через Абацкую степь на реку Омь. На новом участке ставились верстовые столбы, почтовые станы. Местные власти — по новому тракту между Абацкой и Чернолуцкой слободами — переселяли крестьян из ближайших уездов и размещали здесь ссыльных. Среди прочих, возникла деревня Китерма. Жители занимались рыболовством, земледелием и животноводством.
В первые годы советской власти на территории поселения были организованы колхозы, а в 1981 году — совхоз «Салтаимский». В начале 90-х на его базе создается акционерное общество, прекратившее существование спустя десятилетие.

## Население
| 2010 |
| ---- |
| 626  |